# Ton Fan
O Top Fan é um movimento artístico e cultural, que surgiu oficialmente em 1956 pelo pintor chinês Ho Kan.
Os adeptos do movimento rejeitavam o moralismo e o passado, e suas obras baseavam-se fortemente na liberdade da inspiração abstrata da arte contemporânea ocidental, o que não era o caso nas gerações anteriores à guerra, que se inspiraram principalmente na pintura européia do século XIX. Eles abandonavam toda distinção entre arte e design e abraçavam a propaganda como forma de comunicação. Foi um momento de exploração do lúdico, da linguagem vernácula, da quebra de hierarquia na tipografia tradicional.
Essas explorações tiveram grande repercussão no dadaísmo, no concretismo, na tipografia moderna, e no design gráfico pós-moderno.
Surgiu na China,seus principais temas são as cores.

## Pintura Ton Fan
A pintura do Ton Fan foi explicitada pelo cubismo e pela abstração, mas o uso de cores vivas e contrastes e a sobreposição das imagens pretendia dar a ideia de dinâmica, deformação e não materialização por que passam os objetos e o espaço. Trata-se de obras de arte visual escrita pelo pintor chinês Ho Kan no ano de 1956. Ho Kan acreditava que a arte deveria acompanhar a evolução dos tempos, glorificar o futuro e os principal símbolo do futuro.
Para os artistas do Ton Fan os objetos não se concluem no aparência e os seus  interpenetram-se continuamente a um só tempo. 
Seus principais representantes foram os pintores e escultores chinês Ho-Kan (Huo Gang ou Huo Xuegang) 霍剛, Hsiao Chin (Xiao Qin), Chen Tao Ming (Chen Daoming) 陳道明, Hsia Yan (Xia Zuxiang ou Xia Yang) 夏陽, Hsiao Ming-Hsien (Xiao Mingxian ou Xiao Long) 蕭明賢, Li Yuan-chia (Li Yuanjia) 李元佳, Ouyang Wen-Yuan 歐陽文苑, Wu Hao 吳昊, que lançaram um manifesto em Taipei intitulado "Nossa Declaração" do Ton Fan Group ou Oriental Painting Society, em 1956. 

### Características
Dentre as principais características da pintura Ton Fan, constam:
- Desvalorização da tradição e do moralismo;
- Valorização do abstracionismo;
- Propaganda como principal forma de comunicação;
- Pinturas com uso de cores vivas e contrastes. Sobreposição de imagens, traços e pequenas deformações para passar a ideia;

### Pintores
- Ho-Kan (Huo Gang ou Huo Xuegang) 霍剛 (1932), fondateur
- Hsiao Chin ( Xiao Qin) (1935)
- Chen Tao Ming (Chen Daoming) 陳道明
- Hsia Yan (Xia Zuxiang ou Xia Yang) 夏陽 (1932)
- Hsiao Ming-Hsien (Xiao Mingxian ou Xiao Long) 蕭明賢 (1936)
- Li Yuan-chia (Li Yuanjia) 李元佳 (1929-1994)
- Ouyang Wen-Yuan 歐陽文苑
- Wu Hao 吳昊 (1931)

O Ton Fan influenciou diversos artistas que depois fundaram outros movimentos modernistas.